# Jason Duff
Jason Paul Duff (* 27. Oktober 1972 in Melbourne) ist ein ehemaliger australischer Hockeyspieler, der mit der Australischen Hockeynationalmannschaft 2000 Olympiadritter war.

## Sportliche Karriere
Innenverteidiger Jason Duff debütierte bereits 1993 in der australischen Nationalmannschaft, Stammspieler wurde er aber erst nach den Olympischen Spielen 1996 in Atlanta.
1998 bei der Weltmeisterschaft in Utrecht gewannen die Australier ihre Vorrundengruppe vor den Spaniern, unterlagen aber im Halbfinale der niederländischen Mannschaft mit 2:6. Im Spiel um den dritten Platz trafen die Australier auf die Deutschen und unterlagen mit 0:1. Im September 1998 fanden in Kuala Lumpur die Commonwealth Games statt, bei denen erstmals Hockey auf dem Programm stand. Im Finale siegten die Australier mit 4:0 gegen die Auswahl Malaysias. Bei den Olympischen Spielen 2000 in Sydney gewannen die Australier ihre Vorrundengruppe mit drei Siegen und zwei Unentschieden. Im Halbfinale gegen die Niederländer stand es am Ende 0:0 und durch Penaltyschießen erreichten die Niederländer das Finale. Die Australier siegten im Kampf um Bronze gegen die Mannschaft Pakistans mit 6:3. Duff wirkte in allen Spielen mit, erzielte aber keinen Treffer und war auch beim Penaltyschießen im Halbfinale nicht dabei.
Ende der 2010er Jahre gehörte Jason Duff zum Analysestab des australischen Hockeyverbands.